# Galaktika (antológia)
A Galaktika tudományos-fantasztikus antológia eredeti formájában 1972 és 1995 között jelent meg Magyarországon. Legnagyobb kiadott példányszáma 94 ezer volt, ami nagyon magas, tekintve, hogy a legmenőbb amerikai sci-fi-magazin, az Analog Science Fiction and Fact legjobb évében, 1983-ban is mindössze 115 ezres csúcspéldányszámot tudott elérni a több mint 200 milliós országban. Nem állhat tehát túl messze a valóságtól az az általános szakmai és közönségvélemény, mely szerint a Galaktika – példányszáma alapján – egyike volt minden idők legjelentősebb sci-fi-antológiáinak.
A számok között volt „tematikus”, „nemzeti” és „vegyes” – az első egy adott témára fűzte fel a számban megjelent írásokat, míg a második valamely ország sci.fi-terméséből válogatott. Nemcsak a hazai tudományos-fantasztikus irodalom képviselőinek, de számos más kelet-közép-európai ország sci-fi-íróinak is ez volt az egyetlen fóruma műveik megjelentetésére.
1995-ig Kuczka Péter szerkesztett minden számot. A rendszerváltás után, amikor az állami támogatás megszűnt és jelentősen visszaesett a példányszám, nem volt lehetséges tovább kiadni és terjeszteni az antológiát – egyik napról a másikra megszűnt.
Számozása 1-gyel kezdődött 1972 nyarán; ekkor 38 ezres példányszámban adták ki, 128 B5-ös oldalon. A 23. számtól (1977) a címlap kissé változik: a kép az egész borítót betölti, az addigi színes címsor fekete alapra kerül és a sorszámmal együtt kisebb lesz. A 61. számtól (1985) a címsor ismét színes és nagy, a formátum is megnő (A4-esre), de az oldalszám 96-ra csökken, a papír minősége romlik, a tartalom kezd felhígulni (az ős-Galaktika vaskalapos rajongói idáig számítják a magazin fénykorát). 1993-tól a lap ismét megújult: a fedél konzervatívabb, fekete keretes formátumot öltött, fehér címsorral; a papírméret A5-ösre változott, az oldalszám ismét 128 lett.
Kiadója, a Kozmosz Könyvek szerkesztősége a 70-es években a Lenin (ma Erzsébet) körút 9–11. alatti New York-palotában volt, majd a zuglói Május 1. (a mai Hermina) útra költözött. A lapot a Zrínyi Nyomdában állították elő.
A Galaktika hosszú és sikeres fennállása során 2257 novellát és cikket közölt le, több mint 1000 szerzőtől.
1972-ban az első szám ára 12 Ft volt; majdnem 10 éven át ennyiért lehetett kapni, 2020-ban 1690 Ft.

## Az első szám fülszövege
A francia Michel Butor 1951-ben még a tudományos-fantasztikus irodalom közeli végét jósolta… Mekkora tévedés! 1971-ben a francia Robert Louit szerint „a tudományos-fantasztikus irodalom behatolt a kultúra minden területére…” Óriási a változás az egész világon. És a változás nemcsak mennyiségben, hanem a science fiction tartalmának gazdagodásán, művészi formáinak változatosságán is mérhető. A science fiction mint tantárgy is bevonult az egyetemekre. A rávonatkozó esztétikai, kritikai, elméleti irodalom már szinte követhetetlen. A sci-finek száz arca van, minden oldalról és minden pillanatban másnak látszik. Kalandos és filozofikus, humoros és figyelmeztető, száraz és izgalmas, tudományos és költői – mindenki megtalálja benne a kedvére valót. A Kozmosz könyvek új sorozata, a GALAKTIKA érdekes olvasmányt ad, és eligazít a science fiction labirintusaiban. Kisregényeket, novellákat, verseket, tanulmányokat, filmismertetéseket – a science fiction új és klasszikus műveit közli a GALAKTIKA.

## Története
Az 1972-ben antológiának induló „réteglap” olvasótábora tíz év alatt szélesre nőtt. A 80-as évek közepére már szinte kultikus jelentőségű Galaktika a magyar irodalom meghatározó szereplőivé avanzsált szerzők, alkotók műveit is rendszeresen publikálta, többek között Göncz Árpád, Nemere István, Lőrincz L. László, Földeák Iván, Karig Sára, Szentmihályi Szabó Péter, Urbán László és Gálvölgyi Judit írásait. A lap vonzerejét nagyban növelte az igényes kiállítás: a szövegközi illusztrációk, grafikák, a merészen formabontó, változatos tipográfia, de főleg a rendkívül hatásos, színes borítók („fedéltervek”), melyekhez zömmel befutott külföldi sci-fi-művészek híres grafikáit és festményeit használták fel, de hazai alkotók is teret kaptak: a magazin számos borítótervét, illusztrációját a 2006-ban a Nemzetközi Sci-fi- és Fantasy-művészek Szövetségének Chesley-díjával kitüntetett Boros–Szikszai alkotópáros készítette, az illusztrátorok között pedig ott találjuk többek között Dallos Jenőt és Kaján Tibort. A 80-as évektől a magazin külföldi lapokból átvett sci-fi-képregényeket is közölt.
A lap körül irodalmi műhely alakult ki, amely könyvkiadással is foglalkozott.
Az 1995-től szünetelő magazin 2004 novemberében indult újra. Ma már havi 22 ezres példányszámban jelenik meg, s országszerte mintegy 45 ezer olvasót tudhat rajongói sorában. A százoldalas, országos terjesztésű Galaktika tartalmának gerincét továbbra is a világ élvonalába tartozó tudományos-fantasztikus irodalom alkotja, de megindult a magazin jellegű profil finomítása is: az új Galaktika bevezet a tudomány aktualitásaiba, a jövőkutatás érdekességeibe. A lap minden száma egy-egy nemzetközileg ismert sci-fi-művész illusztrációival jelenik meg.
2005-ben ismét elindult a Galaktika Fantasztikus Könyvek-sorozat. A kiadó műhelyei, klubjai ugyancsak új életre keltek. Rendezvények egész sorát szervezi a Galaktika Klub, és különlegességekkel rukkol ki a közelmúltban létrehozott Galaktika Filmklub is, mely az Uránia Mozival közös vetítéseken sci-fi-filmtörténeti érdekességeket mutat be.
A Galaktika Magazin tervezi a világ tudományos-fantasztikus művészeinek és a jövő meghatározó személyiségeinek megszólaltatását, a lap eljuttatását a határon túli magyar ajkú közösséghez, s nem utolsósorban azt, hogy mint „hungarikum”, világhódító útjára indulva bebizonyítsa: idegen nyelveken és távoli országokban is hasonló sikereket tud elérni, mint nálunk.
A magazin kiemelkedő tartalmi minősége fölött a Galaktika Tanácsadó Testület őrködik, amelynek tagja Lukács Béla fizikus, a KFKI Részecske- és Magfizikai Kutatóintézetének tudományos tanácsadója, Almár Iván csillagász, Juhász Árpád geológus (a TV2 tanácsadója), Grandpierre Attila csillagász, kandidátus, az MTA Csillagászati Kutatóintézetének főmunkatársa, Réz András esztéta, valamint S. Sárdi Margit irodalomtörténész, egyetemi docens, a Magyar Scifitörténeti Társaság elnöke.

## Új Galaktika
2004 októbere óta jelenik meg a Galaktika magazin. Irodalmi szerkesztője a régi lap egyik munkatársa, Németh Attila lett. A 2004 novemberében megjelenő szám sorszáma 176.; a folytonosságot tehát a cím, a logó és a lapméret változatlansága mellett a folyamatos számozás is jelképezi, s a készítők hitvallása szerint a lap tartalmában is igyekszik a régi minőséget hozni. Az összeállításba szervesen integrálódott a tudományos ismeretterjesztés. A magazin 100 teljesen színes oldalból áll, és az irodalmi rész mellett – amely az eredeti koncepciónak megfelelően a science fiction új és klasszikus műveit közli – könyv- és filmismertetőkkel, valamint egy-egy rövidebb képregénnyel is kiegészült.
2005 augusztusában az új Galaktika is elnyerte az Európai Science Fiction-szövetség (EuroCon) legjobb magazinnak járó díját, amit először még az eredeti, antológia formátumú kiadvány kapott meg 1974-ben.
2013 júniusa óta létezik az ún. XL-es kiadás, mely a szokásos tartalom mellett néhány regényt is közöl.
2016-ban a Mandiner.sci-fi több száz külföldi szerzővel folytatott levelezés után két cikkben tárta fel, hogy a Galaktika 2004-es újraindulása óta rendszeresen, nagy mennyiségben közölt novellákat úgy, hogy azok közlési jogait nem vásárolta meg, szerzőiket pedig nem tájékoztatta a megjelenésről. Az amerikai Science Fiction and Fantasy Writers of America (SFWA) ezután közleményben szólította fel a szervezet tagjait, hogy az ügy megnyugtató megoldásáig ne dolgozzanak a magyar kiadóval. Az SFWA 2017-ben közleményben közölte, hogy egyezségre jutottak a magazint kiadó Metropol Media Group Kft.-vel, miután a kiadó ígéretet tett a korábban engedély nélkül közölt írások szerzőinek kompenzálására és a jogsértéstől való tartózkodásra a továbbiakban.

## Díjak
- 1973. október: A szocialista országok SF íróinak II. konferenciáján, Poznań: a Móra Könyvkiadó díjat kapott a Galaktika kiadásáért.[5]
- 1974. július: A legjobb európai science fiction magazin (a grenoble-i Eurocon találkozón)
- 2005: Európa legjobb sci-fi-folyóirata (a glasgowi Eurocon találkozón)

## Korábbi szerkesztők
- Kuczka Péter alapító-főszerkesztő
- Trethon Judit szerkesztő
- Burger István főszerkesztő

## Jelenlegi szerkesztők
- Mund Katalin főszerkesztő
- Németh Attila irodalmi szerkesztő
- Kovács „Tücsi” Mihály tudományos szerkesztő

## AGalaktikautódai
Az alábbi kiadványok próbálták a Galaktika helyén támadt űrt kitölteni:
- Átjáró Magazin (2004-ben szűnt meg);
- a Galaktika Magazin 2004-től ismét megjelenik, havonta.